# Aïchatou Boulama Kané
Aïchatou Boulama Kané (* 24. April 1955 in Keita) ist eine nigrische Politikerin und Diplomatin. Sie war von 2015 bis 2016 Außenministerin Nigers.

## Leben
Aïchatou Boulama Kané ist die Tochter einer Targia aus Keita und eines Kanuri aus Chétimari. Sie ist die älteste Tochter einer Familie mit 16 Kindern. Kané besuchte von 1961 bis 1967 die Grundschule in Maïné-Soroa. 1974 machte sie ihr Baccalauréat am Lycée Mariama in der Hauptstadt Niamey. Anschließend studierte sie Wirtschaft in Frankreich: zunächst an der Universität Rennes I, wo sie 1979 den Magistertitel erhielt, und anschließend an der Universität Paris 1 Panthéon-Sorbonne.
Kané arbeitete unter anderem im nigrischen Wirtschaftsministerium. 2006 übernahm sie die Leitung des Salon International de l’Artisanat pour la Femme in Niamey. Der Ministerrat ernannte Kané, die seit 1991 Mitglied der Nigrischen Partei für Demokratie und Sozialismus ist, 2011 zur Gouverneurin von Niamey. Am 25. Februar 2015 wurde bekanntgegeben, dass sie als Ministerin für äußere Angelegenheiten, Kooperation, afrikanische Integration und Auslandsnigrer dem bisherigen Amtsinhaber Mohamed Bazoum nachfolgt. In der Regierung vom 11. April 2016 wurde sie Planungsministerin. Als Außenminister folgte ihr Ibrahim Yacouba nach. Sie schied am 7. April 2021 aus der Regierung aus. Am 23. September 2021 wurde sie zur Botschafterin Nigers in Frankreich ernannt. Im August 2023, nach dem Militärputsch vom 26. Juli 2023, weigerte sie sich, dieses Amt aufzugeben.
Aïchatou Boulama Kané ist mit einem Hausa aus Tessaoua verheiratet. Sie haben drei Kinder.

## Ehrungen
- Komtur des Nationalordens Nigers (2014)[8]